# 번사이드 정리
군론에서 번사이드 정리(영어: Burnside theorem)는 크기의 소인수가 두 개 이하인 군은 가해군이라는 정리다.

## 정의
번사이드 정리에 따르면, 유한군 {\displaystyle G}의 크기가 다음과 같은 꼴이라면 {\displaystyle G}는 가해군이다.
{\displaystyle |G|=p^{m}q^{n}}
여기서 {\displaystyle p}와 {\displaystyle q}는 소수이며, {\displaystyle m}과 {\displaystyle n}은 음이 아닌 정수이다.

## 역사
페르디난트 게오르크 프로베니우스가 1895년에 이 정리를 {\displaystyle p^{m}q} 꼴의 군에 대하여 증명하였다. 카미유 조르당은 이 정리를 {\displaystyle p^{m}q^{2}} 꼴에 대하여 증명하였다. 이후 1905년에 윌리엄 번사이드가 일반적인 {\displaystyle p^{m}q^{n}} 꼴의 군에 대하여 증명하였다.

## 증명
이 정리는 순수 군론에서의 정리이지만, 번사이드의 원래 증명은 군 표현론을 사용한다. 이후 표현론을 사용하지 않는 증명도 발표된 바 있지만, 번사이드 정리는 군 표현론의 군론에서의 대표적인 응용으로 꼽힌다.
번사이드의 원래 증명은 개략적으로 다음과 같다.
1. 수학적 귀납법을 사용하여, {\displaystyle |G|=p^{m}q^{n}}인 유한 단순군 {\displaystyle G}가 순환군임을 증명하는 것으로 족하다. 귀류법을 사용해, 이러한 크기를 가진 유한 단순군 {\displaystyle G}가 순환군이 아니라고 가정하자.
2. {\displaystyle n=0}인 경우는 p-군의 이론에 따라 쉽게 보일 수 있다 ({\displaystyle m>1}인 경우 자명하지 않은 중심을 갖게 돼, 단순군이 아님). 따라서 {\displaystyle m,n\geq 1}이라고 놓자.
3. 켤레류 공식(영어: class equation)에 따라서, {\displaystyle G}는 {\displaystyle q}에 대하여 서로소인 크기를 가진 켤레류를 갖는다. 따라서, {\displaystyle G}가 자명하지 않는 군의 중심을 갖거나, 아니면 크기가 {\displaystyle p^{r}}인 켤레류를 갖는다 ({\displaystyle 0<r\leq m}) 전자는 {\displaystyle G}가 단순군이라는 가정에 어긋나므로, 후자가 옳다. 이 켤레류의 대표 원소를 {\displaystyle g\in G}라고 하자.
4. 지표의 직교성을 사용하여, {\displaystyle |\chi (g)|=\chi (1)}인 {\displaystyle G}의 기약 지표 {\displaystyle \chi }가 존재한다.
5. {\displaystyle G}는 단순군이므로, 자명하지 않은 모든 복소수 기약 표현은 충실한 표현이며, {\displaystyle G}는 중심이 자명군이므로, 따라서 {\displaystyle \chi (g)=\chi (1)}이라면 {\displaystyle x=1}이어야 한다. 이는 모순이다.